# Вирунга (горы)
Горы Виру́нга, Муфумбиро — вулканическая горная группа в Африке, между озёрами Киву и Эдуард, на стыке границ Республики Конго, Руанды и Уганды. Является частью Восточно-Африканского разлома. Высота — около 4500 м.
В горную цепь Вирунга входит 8 крупных вулканов, 2 из которых — Ньирагонго (3462 м) и Ньямлагира — находятся на территории Демократической Республики Конго. В 1977 году, в результате извержения Ньирагонго, погибло более 2000 человек. В 2002 году раскалённая лава переполнила кратер Ньирагонго и накрыла находящийся в 20 км от вулкана город Гома. Погибли 147 человек, 250 000 человек бежали, в том числе и на территорию соседней Руанды.
В центральной части горной гряды находятся вулканы Карисимби (4507 м), Микено (4437 м) и Бисоке (Бисоко, 3711 м). В восточной части — старейший вулкан в этой горной системе Сабиньо (3634 м), а также вулканы Габинда (3474 м) и Мухабура (4127 м).
Горные кряжи Вирунга покрыты тропическими лесами, в которых живут редчайшие представители приматов — горные гориллы. Для сохранения этих животных в 1925 году королём Альбертом был основан первый на африканском континенте национальный парк — национальный парк Альберта. В 1969 году он был разделён на национальный парк Вулканов в Руанде и национальный парк Вирунга в Республике Конго. Кроме этих двух мест, горные гориллы живут лишь на территории национального парка Бвинди в Уганде.